# 国家粮
国家粮（居民粮食国家供给制、居民粮食国家定量供应）是指中国大陆在计划经济时代（1950年代～1993年），针对城市居民的基本口粮由中央政府制定的定量供应制度。
对应于地方的粮食统筹（地方粮），被称为“国家粮”。“国家粮”不属于官方术语，而是计划经济时代民间使用频率极高的特定概念。其核心内容是国家计划，由地级或地级以上行政部门负责具体实施。适应的对象多为直辖市、大中城市（省会城市、地级市）和国家重点企业的非农业人口。